# Pallavolo ai XXVI Giochi del Sud-est asiatico
La pallavolo ai XXVI Giochi del Sud-est asiatico si è disputata durante la XXVI edizione dei Giochi del Sud-est asiatico, che si è svolta a Palembang, in indonesia, nel 2011.

## Podi
| Evento                         | Oro        | Argento   | Bronzo    |
| Pallavolo maschile (dettagli)  | Thailandia | Indonesia | Vietnam   |
| Pallavolo femminile (dettagli) | Thailandia | Vietnam   | Indonesia |